# Ortstafel (Württemberg)

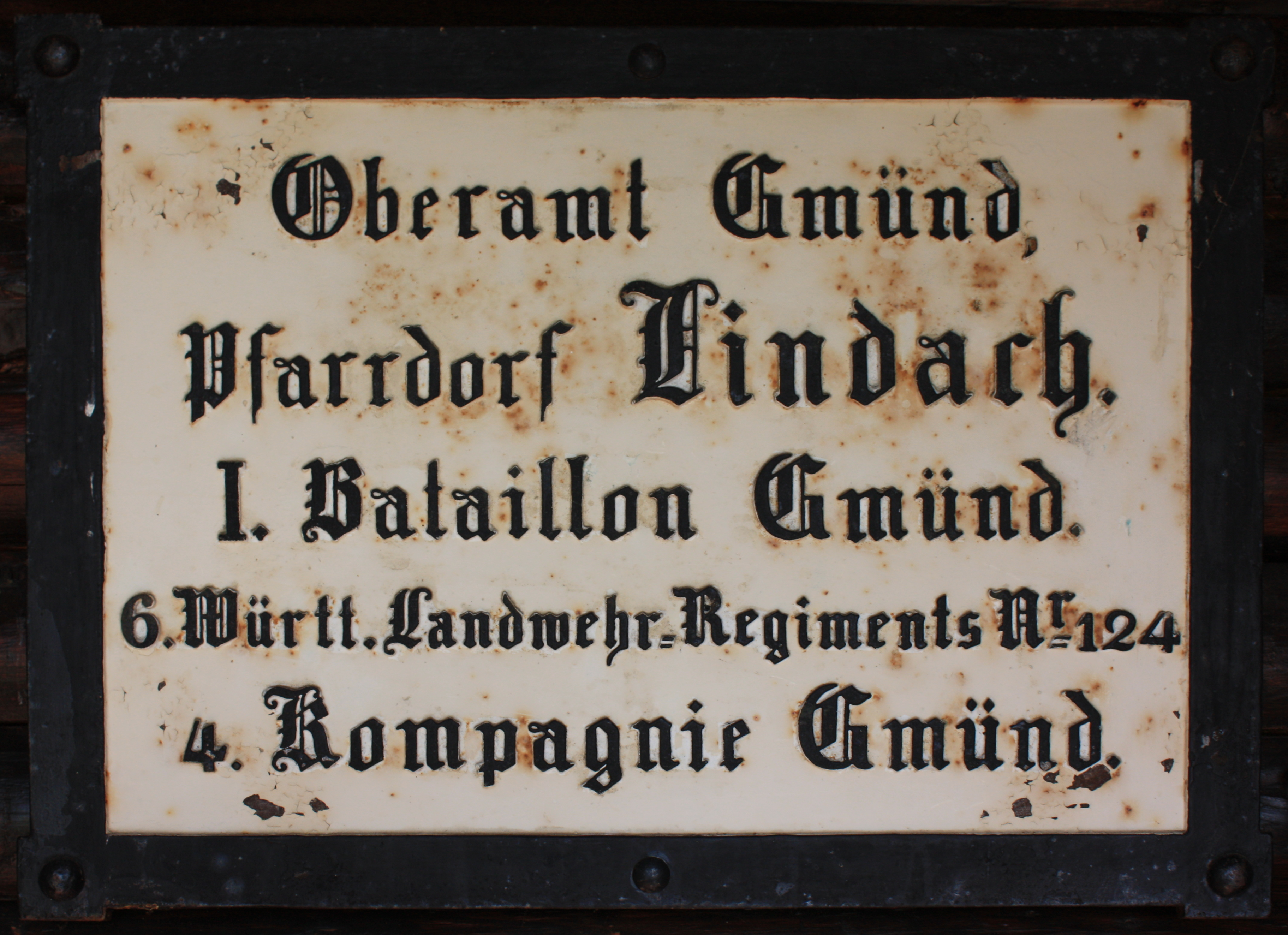
Lindacher Ortstafel im Originalzustand

Ortstafeln waren im Königreich Württemberg in jeder Gemeinde angebracht und dienten ursprünglich zur Orientierung Ortsfremder. Im Gegensatz zu den heutigen Ortstafeln standen sie nicht am Ortseingang, sondern waren entweder am Rathaus, einem anderen öffentlichen Gebäude oder auf einer als Ortsstock bezeichneten Säule an einem innerorts zentral gelegenen Platz angebracht.
Ab 1876 wurden auf Drängen der Militärverwaltung die Ortstafeln durch Angabe der Landwehr-Bataillons- und Kompaniebezirke ergänzt. Durch diese Hinzufügung wurden die Ortstafeln mitunter auch als Truppenteiltafeln bezeichnet.
Spätestens mit der Umwandlung der Oberämter in Landkreise in den 1930er Jahren wurden die Ortstafeln größtenteils abgehängt. Die noch im öffentlichen Raum verbliebenen Ortstafeln zählen heute als Kleindenkmale und sind Zeugen für die württembergische Verwaltungs- und Militärgeschichte.

## Geschichte

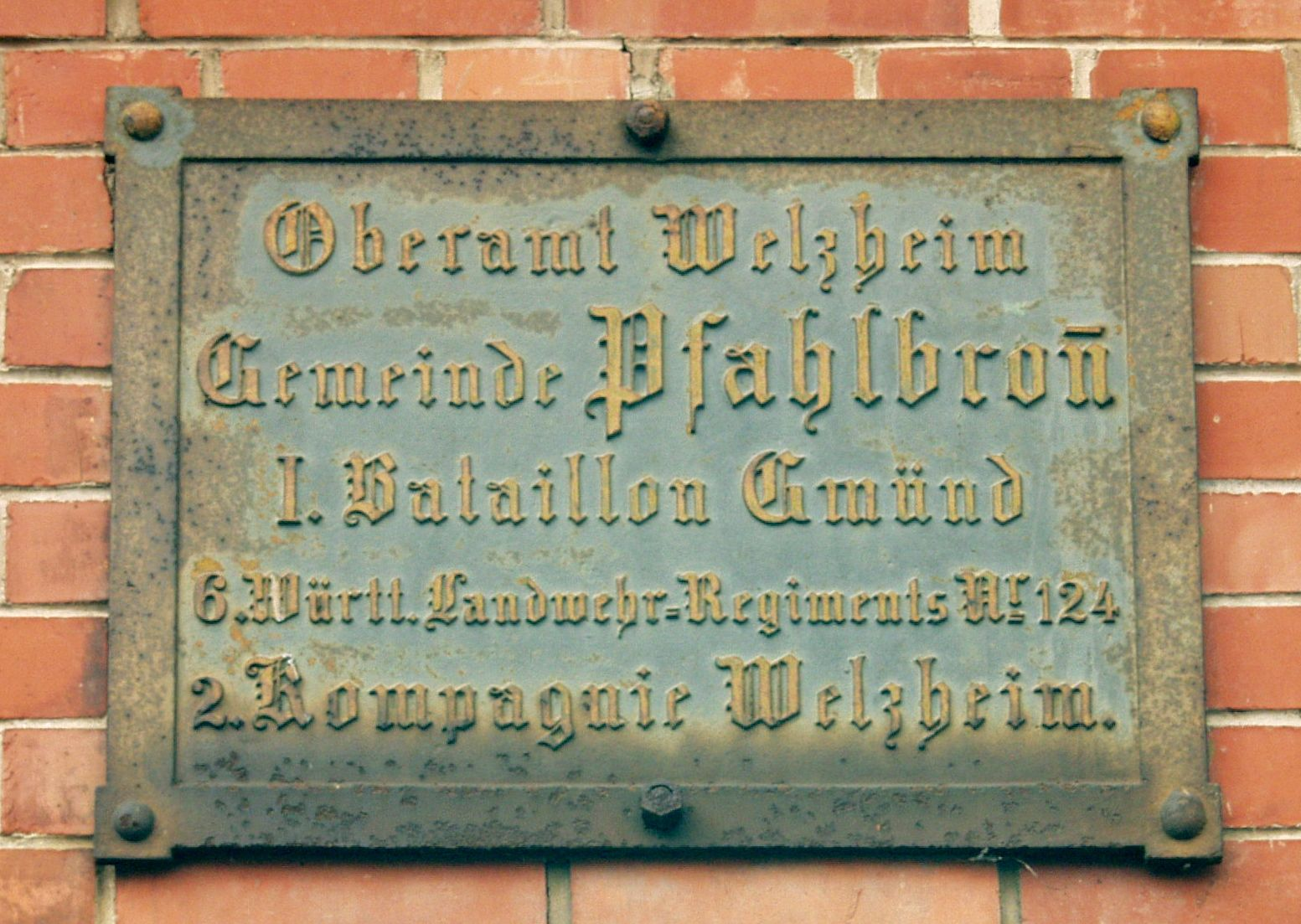
Ortstafel am Originalplatz an der Fassade des ehemaligen Pfahlbronner Rathauses

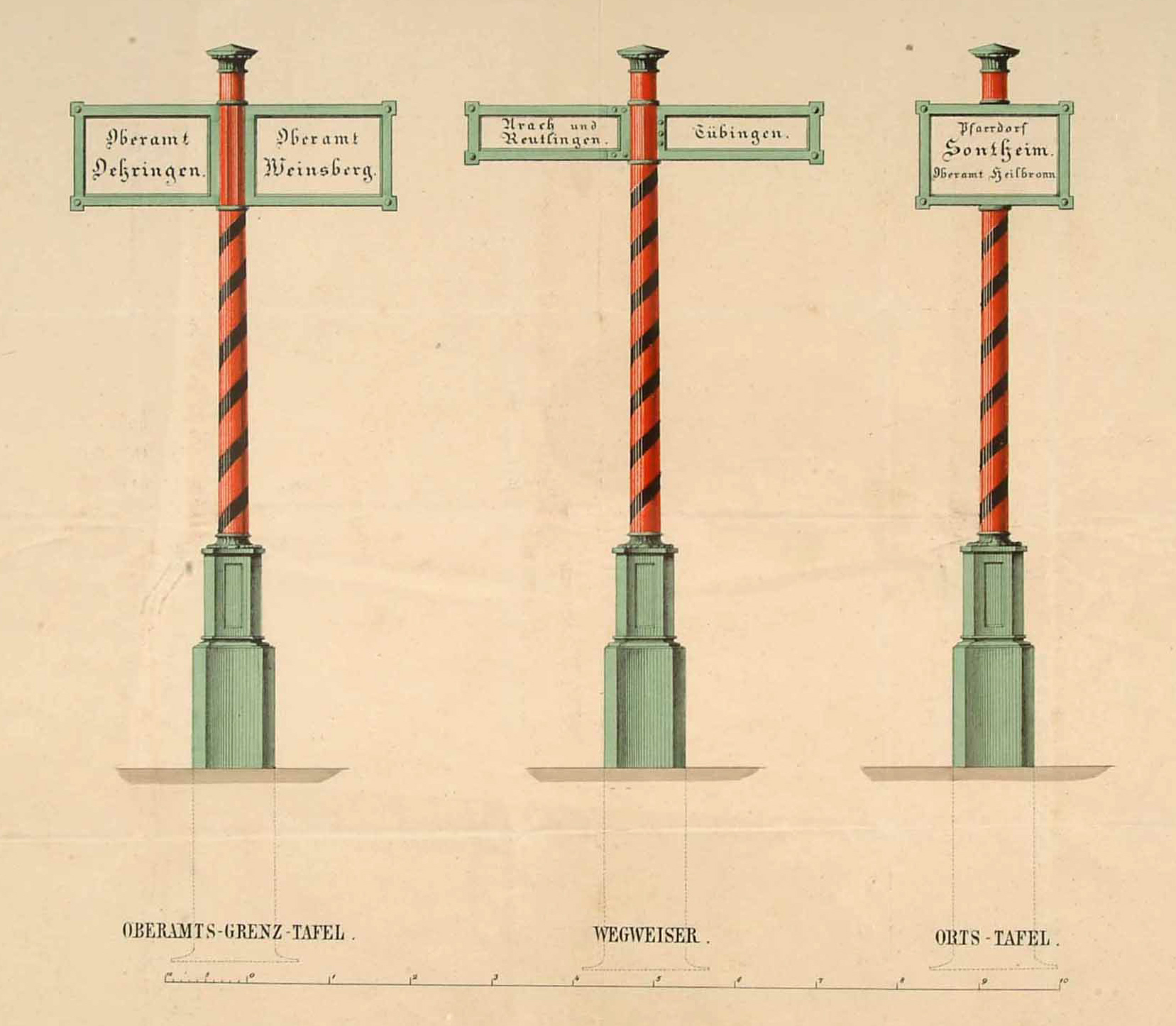
Entwurfsmuster für württembergische Grenzpfähle, Wegweiser und Ortstafeln, 1863

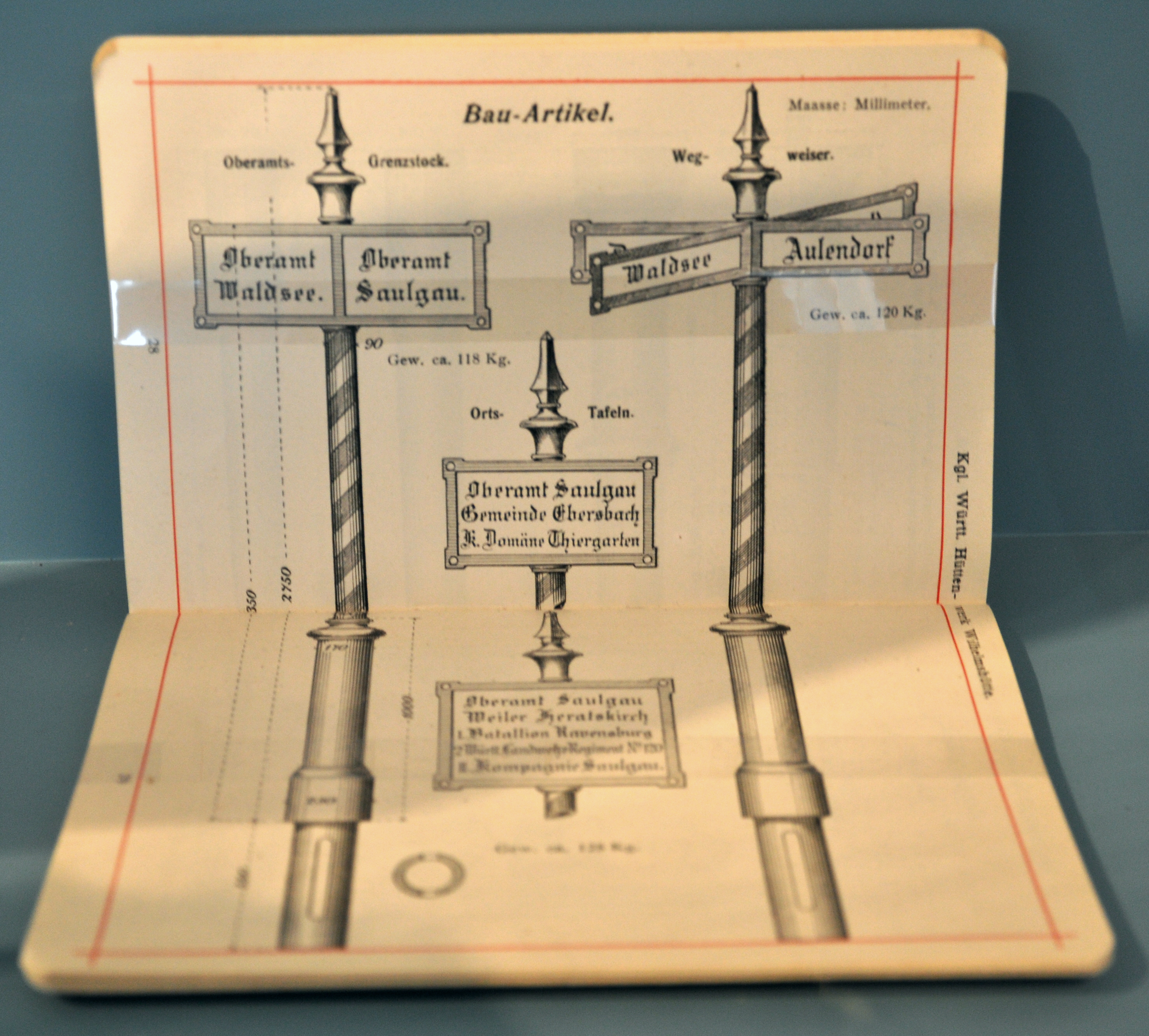
Verkaufskatalog der Wilhelmshütte Schussenried

Orts- und Oberamtsstöcke wurden bereits ab 1811 im Königreich aufgestellt, um Ortsfremden eine Orientierung zu bieten. Zu Beginn waren sie überwiegend aus Holz, vereinzelt wurden auch Stelen aus Stein aufgestellt. In der ersten Zeile der Tafel wurde das Oberamt genannt, in der Zeile darunter der Ortsname. Der Ortsname war zusätzlich mit Weiler, Pfarrweiler, Dorf, Pfarrdorf, Gemeinde, Teil- oder Stabsgemeinde, Stadt oder Oberamtstadt bezeichnet.
Ab 1863 wurden die hölzernen Ortstafeln allmählich durch Varianten aus Gusseisen ersetzt. Für die Tafeln und Ortsstöcke wurden einheitliche Muster als Vorlage erstellt und durch die Königlich Württembergischen Hüttenwerke in Wasseralfingen, Königsbronn und Schussenried schließlich gegossen und verkauft. Die Hüttenwerke gaben für die Gemeinden Kataloge mit Preislisten heraus, in denen die Mustertafeln abgebildet waren.
Die Tafel war weiß gestrichen mit schwarz hervorgehobener Schrift, die Umrandung bronziert. Der dazugehörende Ortsstock besaß einen achteckigen Sockel aus bronziertem Gusseisen. Während die daraufliegende Säule in den schwarz-roten Landesfarben gestrichen war, blieb das hinausragende Stück der Säule ganz in Rot und war mit einer bronzierten Kappe abgedeckt. Im Bedarfsfall konnten an den Ortsstöcken zusätzliche Wegweiser montiert werden.
Das württembergische Kriegsministerium betrachtete die Ortstafeln als eine Möglichkeit, durch die zusätzliche Anbringung des jeweiligen Landwehr-Bataillons- und Kompaniebezirks die Mannschaften des Beurlaubtenstandes auf ihre Zugehörigkeit zu ihrem Landwehr-Bataillon bzw. der betreffenden Kompanie hinzuweisen. Zudem sollten dadurch neu in eine Gemeinde zugezogene Männer auf einfache Weise an ihre Meldepflicht erinnert werden.
Da das Kriegsministerium selbst keine Möglichkeit hatte, per Gesetz auf die Gemeinden einzuwirken, ersuchte es 1876 das Ministerium des Innern um Amtshilfe. Dadurch gelangte das Ersuchen zur Entscheidung an König Karl I., der zugunsten des Militärs entschied. Als Folge kam es zum Erlass Nr. 7654 vom 21. November 1876, in dem das Ministerium des Innern die Oberämter anwies, auf die Gemeinden einzuwirken, dass bei Neuanschaffungen und Reparaturen die Ortstafeln mit den entsprechenden Angaben zu den Landwehr-Bataillons- und Kompaniebezirken versehen werden sollten.
Mit diesem Zusatz hatte die Ortstafel eine Abmessung von 50 cm Höhe und 65 cm Breite.
Da die Kosten der Ortstafeln von den Gemeinden getragen werden mussten und der Erlass des Innenministeriums keine Sanktionsmöglichkeiten vorsah, kam es von Anfang an zu Widerstand und Verzögerungen bei der Umsetzung. Die Gemeinden verwiesen auf die hohen Kosten und vertraten die Auffassung, dass dringendere Bedürfnisse zuerst befriedigt werden müssten. Erst im Januar 1878 konnten die Oberämter für die ca. 4000 Gemeinden des Königreichs Vollzug melden, wobei es immer noch vereinzelte Ausnahmen gab. Das Oberamt Schorndorf meldete beispielsweise im Juli 1878, dass seit dem 14. Februar 1878 von den Gemeinden trotz Hinwirkung des Oberamtes keine weiteren Ortstafeln angebracht worden seien. Auch in anderen Oberämtern verzögerte sich die Umsetzung des Erlasses. So blieben beispielsweise auch die Gemeinde Rudersberg im Oberamt Welzheim und die Städte Bietigheim (Oberamt Besigheim) und Niederstetten (Oberamt Gerabronn) im Rückstand. Ebenfalls im Rückstand mit der Umsetzung blieb ausgerechnet die bedeutende Garnisonsstadt Ludwigsburg. Erst 1879 konnten diese Gemeinden zu einer Neuanschaffung ihrer Ortstafeln bewegt werden.
Bei einigen Gemeinden und Weilern wurde in den Oberamtsbeschreibungen mangels anderer geeigneter markanter Punkte die Normalnull-Höhe angegeben, die bei der Ortstafel gemessen wurde.
Nach dem Ersten Weltkrieg verloren die Ortstafeln ihren militärischen Zweck und behielten lediglich ihre Aufgabe, Fremden das Oberamt und die Gemeinde anzuzeigen. Die württembergischen Verwaltungsreformen verschonten auch die Ortstafeln nicht. Bereits 1923 wurde das Oberamt Cannstatt aufgelöst, die Ortstafeln dadurch obsolet. Spätestens mit der großen Kreisreform 1938 verschwanden größtenteils die verbliebenen Ortstafeln in Württemberg. Viele von ihnen wurden eingeschmolzen oder als Abdeckung für Schächte oder Güllegruben zweckentfremdet.
Seit 2001 werden in Baden-Württemberg in einer Gemeinschaftsaktion des Schwäbischen Heimatbundes, des Schwäbischen Albvereins, des Schwarzwaldvereins, des Landesvereins Badische Heimat und der Gesellschaft zur Erhaltung und Erforschung der Kleindenkmale in Zusammenarbeit mit dem Landesamt für Denkmalpflege Baden-Württemberg die Kleindenkmale im Land erfasst und dokumentiert, wobei auch die verbliebenen Ortstafeln und die Ortsstöcke aufgenommen werden. Auch durch kommunale oder private Initiative werden Ortstafeln restauriert oder rekonstruiert und wieder an öffentlich zugänglicher Stelle angebracht.

### Die Spaichinger Ortstafel

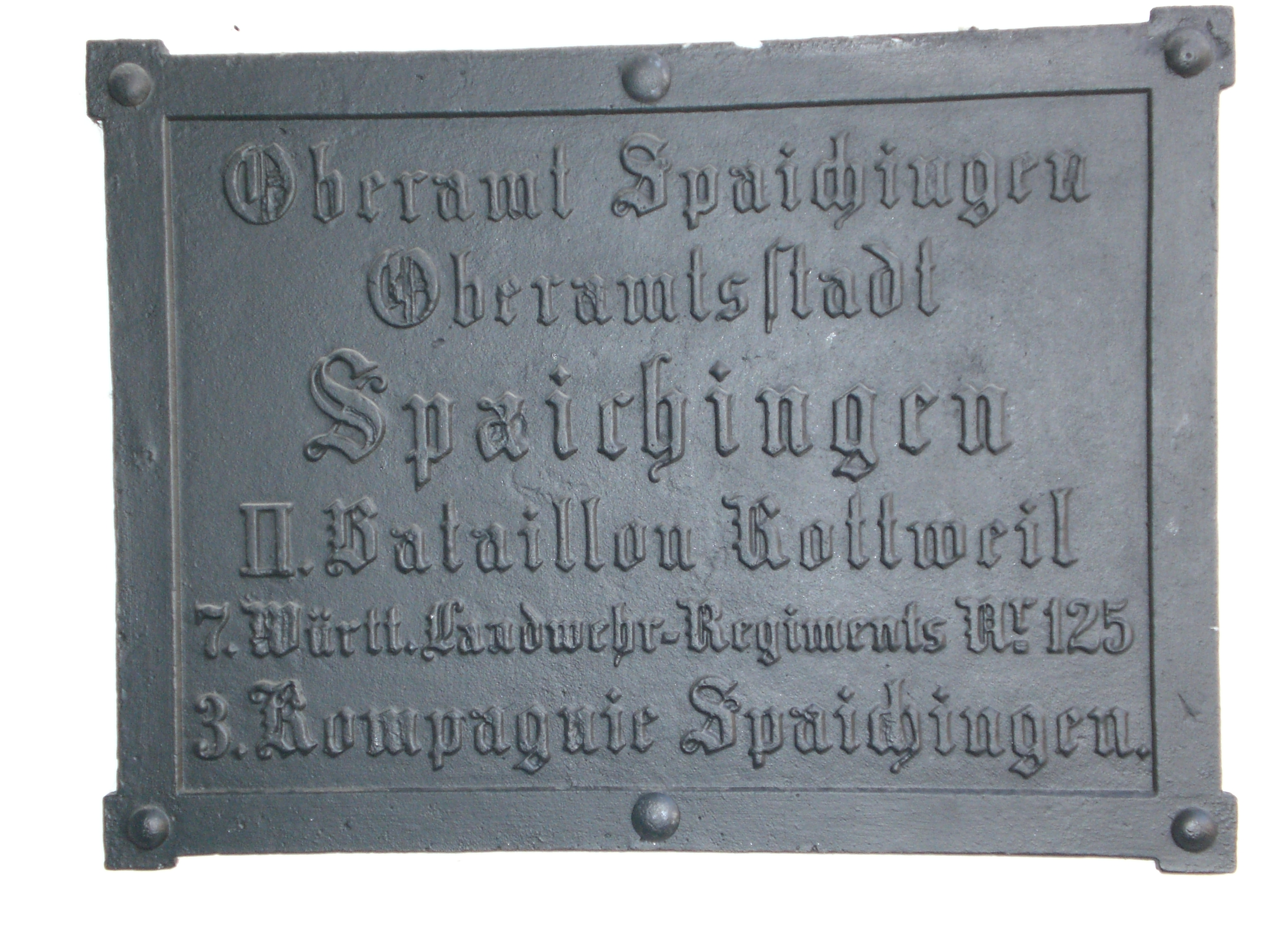
Spaichinger Ortstafel in dem ab 1876 gültigen Muster

Nachdem das Staatshandbuch für 1828 mangels schriftlicher Dokumente Spaichingen nicht mehr als „Stadt“ aufführte, wurde von Spaichinger Seite versucht, das vermeintliche Stadtrecht zu untermauern.
Dieses, so die Spaichinger Stadtväter, sei 1811 von König Friedrich I. bei seiner Durchreise verliehen worden und der damalige Oberamtmann Hezinger habe das den Spaichingern eröffnet.
Mangels Urkunden und Zeugen (sowohl König Friedrich als auch Oberamtmann Hezinger waren 1816 verstorben) führte der Ort unter anderem als „Beweis“ seine Ortstafel auf, die ja schließlich die Bezeichnung „Oberamtsstadt“ trage. Aber auch dieses Argument konnte das angebliche Stadtrecht nicht untermauern.
Erst das 1828 durch König Wilhelm I. verliehene Stadtrecht beendete die Situation mit dem gewünschten Ergebnis für die damals 1500 Einwohner zählende Stadt, und die Ortstafel führte Oberamtsstadt „legal“ als Titel.

## Im öffentlichen Raum verbliebene Ortstafeln (Auswahl)

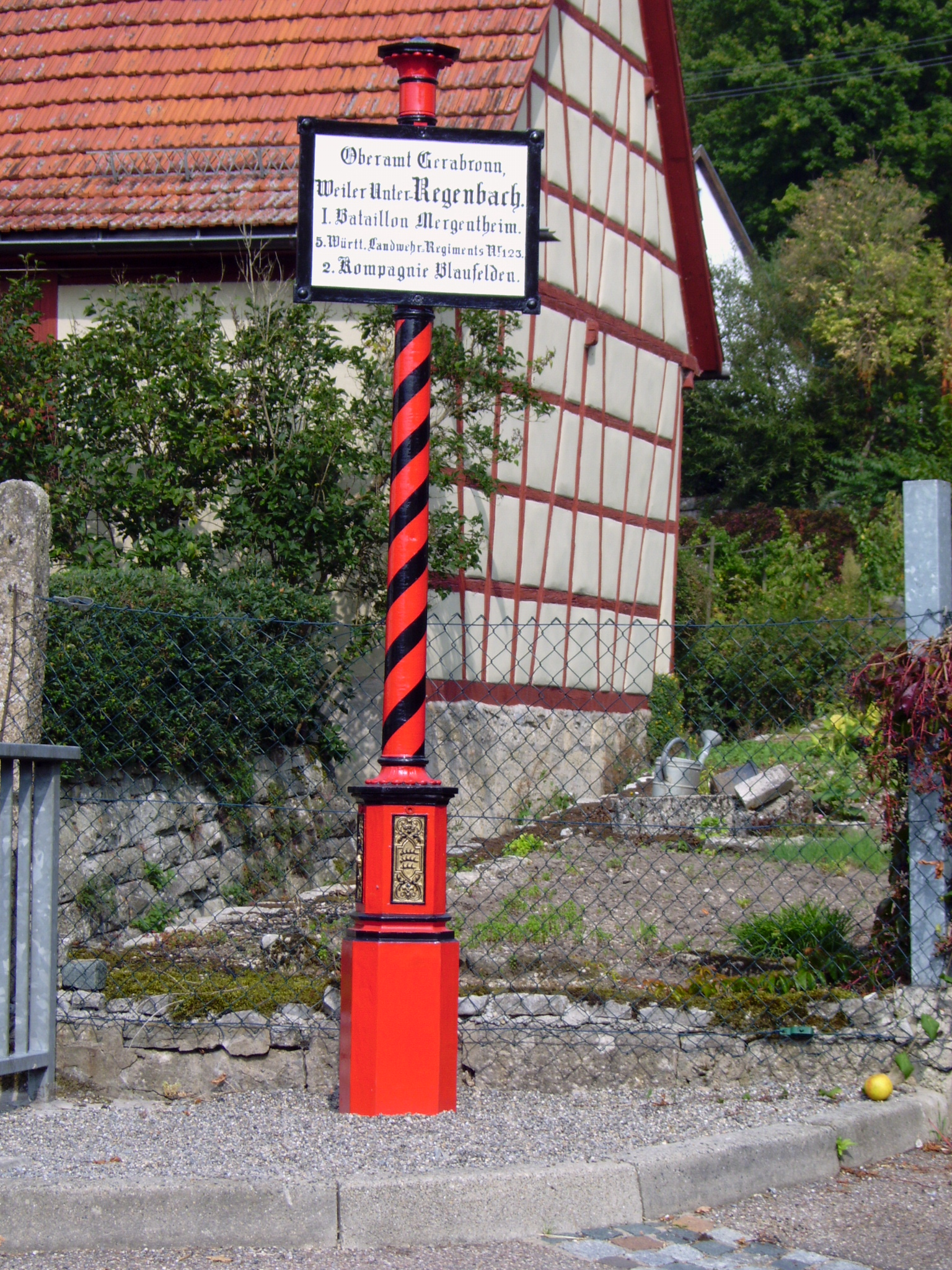
Ortsstock mit Ortstafel in Unterregenbach

Die meisten historischen Ortstafeln und Ortsstöcke sind abgegangen oder in Museen ausgestellt. Teilweise befinden sich aber auch heute noch Ortstafeln im öffentlichen Raum oder wurden wieder aufgestellt.
Abgüsse der verbliebenen historischen Ortstafeln auf dem Gebiet des heutigen Rems-Murr-Kreises wurden im Kreishaus in Waiblingen angebracht, die Originale sind vor Ort oder bei den jeweiligen Gemeinden aufbewahrt.
| Damalige Gemeinde    | Bezeichnung               | Oberamt      | Heutige Gemeinde     | Landkreis       | Art (Muster)       | Standort                                | Foto |
| -------------------- | ------------------------- | ------------ | -------------------- | --------------- | ------------------ | --------------------------------------- | ---- |
| Loßburg              | Pfarrdorf                 | Freudenstadt | Loßburg              | Freudenstadt    | Ortsstock (1876)   |                                         |      |
| Lindach              | Pfarrdorf                 | Gmünd        | Schwäbisch Gmünd     | Ostalbkreis     | Ortstafel (1876)   | Schutzhütte des Schwäbischen Albvereins |      |
| Pfahlbronn           | Gemeinde                  | Welzheim     | Alfdorf              | Rems-Murr-Kreis | Ortstafel (1876)   | Rathaus                                 |      |
| Rietenau             | Pfarrdorf                 | Backnang     | Aspach               | Rems-Murr-Kreis | Ortstafel (1876)   |                                         |      |
| Büttelbronn          | Weiler                    | Öhringen     | Öhringen             | Hohenlohekreis  | Ortsstock (1876)   | Dorfplatz                               |      |
| Deufringen           | Pfarrdorf                 | Böblingen    | Aidlingen            | Böblingen       | Ortsstock (1863)   |                                         |      |
| Lehenweiler          | Weiler                    | Böblingen    | Aidlingen            | Böblingen       | Granitstein (1811) | Dorfmitte                               |      |
| Hanweiler            | Dorf                      | Waiblingen   | Winnenden            | Rems-Murr-Kreis | Ortstafel (1876)   | Ortsmitte                               |      |
| Unter-Regenbach      | Weiler                    | Gerabronn    | Langenburg           | Schwäbisch Hall | Ortsstock (1876)   | Ortsmitte                               |      |
| Sigisweiler          | Weiler                    | Gerabronn    | Schrozberg           | Schwäbisch Hall | Ortsstock (1876)   | Ortsmitte                               |      |
| Elzhausen            | Weiler                    | Hall         | Braunsbach           | Schwäbisch Hall | Ortsstock (1876)   | Ortseingang                             |      |
| Bühlerzimmern        | Weiler                    | Hall         | Braunsbach           | Schwäbisch Hall | Ortsstock (1876)   | Ortsmitte                               |      |
| Eschenau             | Weiler                    | Hall         | Vellberg             | Schwäbisch Hall | Ortstafel (1876)   | Beim Gasthaus Rose                      |      |
| Vellberg             | Stadt                     | Hall         | Vellberg             | Schwäbisch Hall | Ortstafel (1876)   | Im Städtle                              |      |
| Blaubach             | Teilgemeinde              | Gerabronn    | Blaufelden           | Schwäbisch Hall | Ortsstock (1876)   | Dorfeingang                             |      |
| Balzholz             | Dorf                      | Nürtingen    | Beuren               | Esslingen       | Ortstafel (1876)   | Rathaus                                 |      |
| Unterwaldhausen      | Pfarrdorf                 | Saulgau      | Unterwaldhausen      | Ravensburg      | Ortstafel (1876)   | Rathaus                                 |      |
| Oberwaldhausen       | Weiler                    | Saulgau      | Unterwaldhausen      | Ravensburg      | Ortstafel (1876)   | Rathaus                                 |      |
| Sulzbach an der Murr | Pfarrdorf u. Marktflecken | Backnang     | Sulzbach an der Murr | Rems-Murr-Kreis | Ortstafel (1876)   | Rathaus                                 |      |
| Cottenweiler         | Dorf                      | Backnang     | Weissach im Tal      | Rems-Murr-Kreis | Ortstafel (1878)   | Rathaus Unterweissach                   |      |
| Oberweissach         | Dorf                      | Backnang     | Weissach im Tal      | Rems-Murr-Kreis | Ortstafel (1878)   | Rathaus Unterweissach                   |      |
| Unterweissach        | Pfarrdorf u. Marktflecken | Backnang     | Weissach im Tal      | Rems-Murr-Kreis | Ortstafel (1878)   | Rathaus Unterweissach                   |      |

## Ortstafeln in anderen deutschen Staaten
Auch in anderen deutschen Bundesstaaten waren vergleichbare Ortstafeln angebracht, die überwiegend dem preußischen Muster folgten.

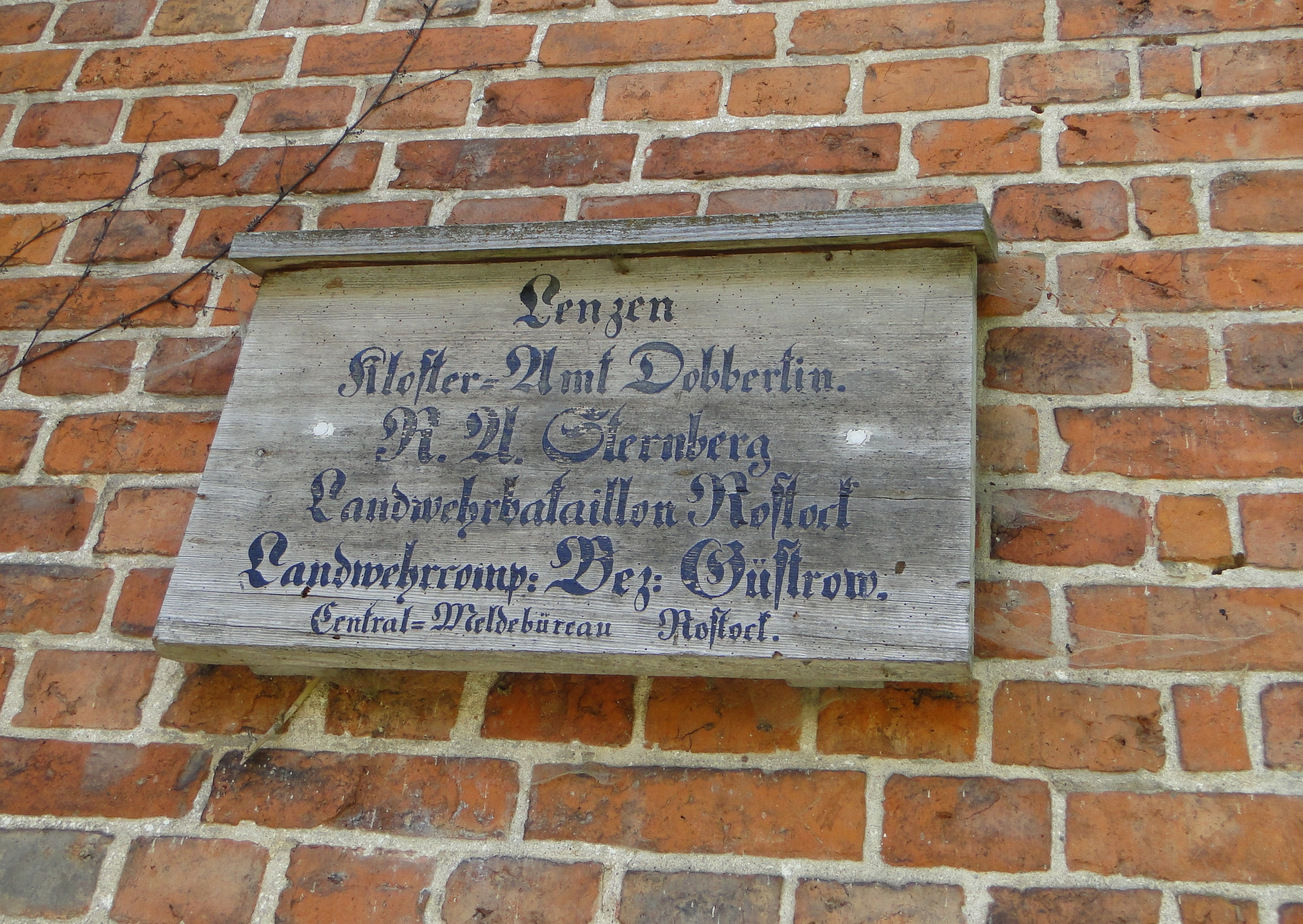
Ortstafel aus Holz (Mecklenburg-Schwerin)
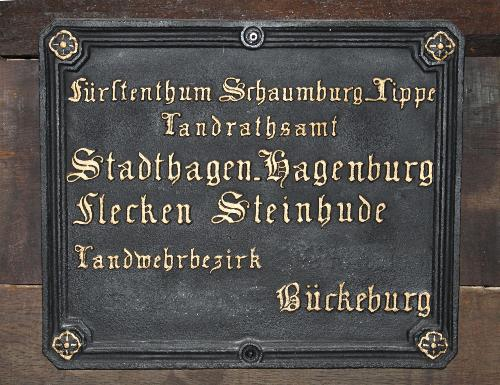
Tafel aus Gusseisen (Schaumburg-Lippe)
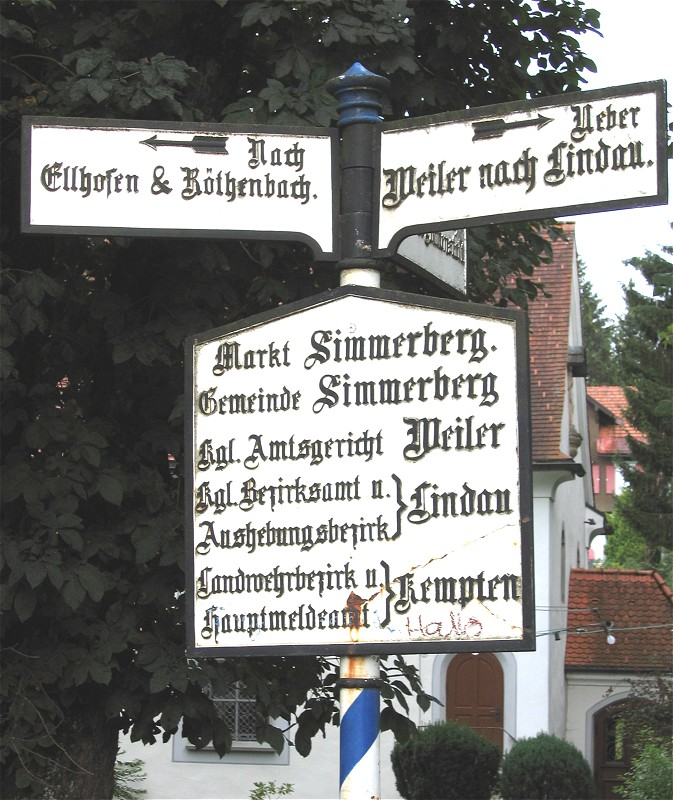
Wegweiser und Ortstafel (Königreich Bayern)